# Drysdale (Victoria)
Drysdale is een plaats in de Australische deelstaat Victoria, en telt 3740 inwoners (2006).